# 大马士革门
大马士革门，又名示剑门或纳布卢斯门（希伯來語：‎, Sha'ar Shkhem，意为示剑门；阿拉伯语：‎, Bab-al-Amud，意为柱门）是耶路撒冷旧城北侧的一个城门。目前的城门由奥斯曼帝国的苏莱曼大帝兴建于1542年。有两个塔。  
原来的城门大概建于第二圣殿时期。公元2世纪的哈德良时期，罗马人建了一个新的城门。城门前站立着一个罗马的胜利柱。大马士革门的阿拉伯语名称“柱门 ”由此而得名。在英国托管时期，挖掘出了罗马城门，但是没有发现胜利柱。十字军东征时，此处是城市的北门。
大马士革门位于阿拉伯集市的边缘。
以色列媒体在英语出版物中也将此门称为示剑门（Shechem Gate）或纳布卢斯门（Nablus Gate）。